# Piragüisme als Jocs Olímpics d'estiu de 2008
El piragüisme als Jocs Olímpics de Pequín 2008 es disputaren entre l'11 i el 23 d'agost al Parc Olímpic de Rem-Piragüisme de Shunyi.
Les proves de piragüisme es distribuïren entre eslàlom i aigües tranquil·les. Es feren servir dues modalitats d'embarcacions per a realitzar les proves: el caiac (K) i la canoa (C).

## Eslàlom
En aquests Jocs Olímpics es disputaren 4 proves d'eslàlom, tres en categoria masculina i una en la femenina.
- K-1 homes
- C-1 homes
- C-2 homes
- K-1 dones

## Aigües tranquil·les
En aigües tranquil·les es disputaren 12 proves, 9 en categoria masculina i tres en la femenina.
- K-1 500 m homes
- K-1 1.000 m homes
- K-2 500 m homes
- K-2 1.000 m homes
- K-4 1.000 m homes
- C-1 500 m homes
- C-1 1.000 m homes
- C-2 500 m homes
- C-2 1.000 m homes
- K-1 500 m dones
- K-2 50 0m dones
- K-4 50 0m dones

## Resultats

### Aigües tranquil·les

#### Homes
| Prova            | Or                                                                                    | Plata                                                                         | Bronze                                                                          |
| C-1 500 metres   | Maxim Opalev                                                                          | David Cal                                                                     | Iurii Cheban                                                                    |
| C-1 1.000 metres | Attila Sandor Vajda                                                                   | David Cal                                                                     | Thomas Hall                                                                     |
| C-2 500 metres   | Ken Wallace                                                                           | Adam van Koeverden                                                            | Tim Brabants                                                                    |
| C-2 1.000 metres | Belarús · Andrei Bahdanovich · Aliksandr Bahdanovich                                  | Alemanya · Christian Gille · Thomasz Wylenzek                                 | Hongria · Gyorgy Kozmann · Tamas Kiss                                           |
| K-1 500 metres   | R.P. de la Xina · Meng Guanliang · Yang Wenjun                                        | Rússia · Sergey Ulegin · Alexander Kostoglod                                  | Alemanya · Christian Gille · Thomasz Wylenzek                                   |
| K-1 1.000 metres | Tim Brabants                                                                          | Eirik Veraas Larsen                                                           | Ken Wallace                                                                     |
| K-2 500 metres   | Espanya · Saúl Craviotto · Carlos Pérez                                               | Alemanya · Ronald Rauhe · Tim Wieskotter                                      | Belarús · Raman Piatrushenka · Vadzim Makhneu                                   |
| K-2 1.000 metres | Alemanya · Martin Hollstein · Andreas Ihle                                            | Dinamarca · Kim Wraae Knudsen · Rene Holten Poulsen                           | Itàlia · Andrea Facchin · Antonio Scaduto                                       |
| K-4 1.000 metres | Belarús · Raman Piatrushenka · Aliaksei Abalmasau · Artur Litvinchuk · Vadzim Makhneu | Eslovàquia · Richard Riszdorfer · Michal Riszdorfer · Erik Vlcek · Juraj Tarr | Alemanya · Lutz Altepost · Norman Brockl · Torsten Eckbrett · Bjorn Goldschmidt |

#### Dones
| Prova          | Or                                                                                    | Plata                                                                          | Bronze                                                                    |
| K-1 500 metres | Inna Osypenko-Radomska                                                                | Josefa Idem                                                                    | Katrin Wagner-Augustin                                                    |
| K-2 500 metres | Hongria · Katalin Kovacs · Natasa Janic                                               | Polònia · Beata Mikolajczyk · Aneta Konieczna                                  | França · Marie Delattre · Anne-Laure Viard                                |
| K-4 500 metres | Alemanya · Fanny Fischer · Nicole Reinhardt · Katrin Wagner-Augustin · Conny Wassmuth | Hongria · Katalin Kovacs · Gabriella Timea Szabo · Danuta Kozak · Natasa Janic | Austràlia · Lisa Oldenhof · Hannah Davis · Chantal Meek · Lyndsie Fogarty |

### Eslàlom
| Prova             | Or                                                   | Plata                                     | Bronze                                       |
| Eslàlom C-1 homes | Michal Martikán                                      | David Florence                            | Robin Bell                                   |
| Eslàlom C-2 homes | Eslovàquia · Pavol Hochschorner · Peter Hochschorner | Txèquia · Jaroslav Volf · Ondřej Štěpánek | Rússia · Mikhail Kuznetsov · Dmitry Larionov |
| Eslàlom K-1 homes | Alexander Grimm                                      | Fabien Lefevre                            | Benjamin Boukpeti                            |
| Eslàlom K-1 dones | Elena Kaliská                                        | Jacqueline Lawrence                       | Violetta Oblinger-Peters                     |

## Medaller
| Posició | País            | Or | Argent | Bronze | Total |
| 1       | Alemanya        | 3  | 2      | 3      | 8     |
| 2       | Eslovàquia      | 3  | 1      | 0      | 4     |
| 3       | Hongria         | 2  | 1      | 1      | 4     |
| 4       | Belarús         | 2  | 0      | 1      | 3     |
| 5       | Espanya         | 1  | 2      | 0      | 3     |
| 6       | Regne Unit      | 1  | 1      | 1      | 3     |
| 7       | Rússia          | 1  | 1      | 1      | 3     |
| 8       | Austràlia       | 1  | 1      | 3      | 5     |
| 9       | Ucraïna         | 1  | 0      | 1      | 2     |
| 10      | R.P. de la Xina | 1  | 0      | 0      | 1     |
| 11      | França          | 0  | 1      | 1      | 2     |
| 11      | Itàlia          | 0  | 1      | 1      | 2     |
| 11      | Canadà          | 0  | 1      | 1      | 2     |
| 14      | Txèquia         | 0  | 1      | 0      | 1     |
| 14      | Dinamarca       | 0  | 1      | 0      | 1     |
| 14      | Noruega         | 0  | 1      | 0      | 1     |
| 17      | Àustria         | 0  | 0      | 1      | 1     |
| 17      | Togo            | 0  | 0      | 1      | 1     |